# Нижня Рибниця
Ни́жня Ри́бниця (словац. Nižná Rybnica) — село в Словаччині в районі Собранці Кошицького краю. Село розташоване на висоті 111 м над рівнем моря. Вперше згадується в 1333 році. В селі є бібліотека.

## Населення
| Рік:            | 1994. | 2004.    | 2014.   | 2024.   |
| --------------- | ----- | -------- | ------- | ------- |
| Кількість осіб: | 355   | 410      | 421     | 419     |
| Різниця:        |       | +15,49 % | +2,68 % | -0,47 % |

| Рік:            | 2023. | 2024.   |
| --------------- | ----- | ------- |
| Кількість осіб: | 416   | 419     |
| Різниця:        |       | +0,72 % |

## Пам'ятки
У селі є греко-католицька церква охорони Пресвятої Богородиці з 1908 року в стилі неокласицизму та православна церква Успіння Пресвятої Богородиці з 20 століття, будівництво почалося у 1994 році.